# ألكسندر دينيسوف
ألكسندر دينيسوف (الروسية: Денисов, Александр Михайлович) (23 فبراير 1989 بتولا في روسيا - ) هو لاعب كرة قدم روسي في مركز الدفاع. شارك مع منتخب روسيا تحت 21 سنة لكرة القدم. أما مع النوادي، فقد لعب مع أرسنال تولا ودينامو موسكو ودينامو بريانسك وفاكل فارونيش ‏ وسليوت بيلغورود ‏ وFC Neftekhimik Nizhnekamsk ‏ وFC Volgar Astrakhan ‏.

## وصلات خارجية
- ألكسندر دينيسوف على موقع الاتحاد الأوربي (الإنجليزية)
- ألكسندر دينيسوف على موقع قاعدة بيانات كرة القدم.إي يو (الإنجليزية)
- ألكسندر دينيسوف على موقع Soccerway.com (الإنجليزية)
- ألكسندر دينيسوف على موقع عالم كرة القدم.نت (الإنجليزية)